# Спрінг-Гарденс (Техас)
Спрінг-Гарденс (англ. Spring Gardens) — переписна місцевість (CDP) в США, в окрузі Нюесес штату Техас. Населення — 497 осіб (2020).

## Географія
Спрінг-Гарденс розташований за координатами 27°45′42″ пн. ш. 97°44′31″ зх. д. / 27.76167° пн. ш. 97.74194° зх. д. (27.761529, -97.741873).  За даними Бюро перепису населення США в 2010 році переписна місцевість мала площу 2,59 км², уся площа — суходіл.

## Демографія
Згідно з переписом 2010 року, у переписній місцевості мешкали 563 особи в 141 домогосподарстві у складі 122 родин. Густота населення становила 217 осіб/км².  Було 158 помешкань (61/км²).
Расовий склад населення:
| - 80,1 % — білих - 0,5 % — азіатів - 0,4 % — чорних або афроамериканців - 17,6 % — осіб інших рас |

До двох чи більше рас належало 1,4 %. Частка іспаномовних становила 96,6 % від усіх жителів.
За віковим діапазоном населення розподілялося таким чином: 34,6 % — особи молодші 18 років, 59,4 % — особи у віці 18—64 років, 6,0 % — особи у віці 65 років та старші. Медіана віку мешканця становила 25,1 року. На 100 осіб жіночої статі у переписній місцевості припадало 97,5 чоловіків;  на 100 жінок у віці від 18 років та старших — 93,7 чоловіків також старших 18 років.
За межею бідності перебувало 8,0 % осіб, у тому числі 10,7 % дітей у віці до 18 років та 0,0 % осіб у віці 65 років та старших.
Цивільне працевлаштоване населення становило 300 осіб. Основні галузі зайнятості: освіта, охорона здоров'я та соціальна допомога — 39,7 %, роздрібна торгівля — 13,7 %, виробництво — 8,3 %, мистецтво, розваги та відпочинок — 7,0 %.